# Aeroportul Municipal Marion
Aeroportul Municipal Marion (IATA: MNN, ICAO: KMNN, FAA LID: MNN) este un aeroport din Ohio, Statele Unite ale Americii ce deservește zona Marion⁠(d). A fost numit după zona deservită.
Situat la o altitudine de 303 m, aeroportul dispune de 2 piste.

## Infrastructură

### Piste
Aeroportul dispune de 2 piste. Pista 07/25 are suprafața de asfalt și dimensiunile 5.000 picioare × 100 picioare. Pista 13/31 are suprafața de asfalt și dimensiunile 3.498 picioare × 100 picioare. 